# 2 + 2 = 5 (песня)
«2 + 2 = 5» — песня британской рок-группы Radiohead, вышедшая в качестве третьего сингла с их шестого студийного альбома Hail to the Thief (2003). Название самого альбома упоминается в тексте песни. Альтернативное название композиции «The Lukewarm». 

## О песне
Название песни «2 + 2 = 5» является отсылкой к символу невероятности из романа-антиутопии «1984» Джорджа Оруэлла. В этом произведении жители тоталитарного государства будущего придерживаются двоемыслия, заменяя собственную совесть и убеждения тем, что навязывают сверху. В конце романа личность главного героя разрушается, когда тот осознаёт, что два плюс два действительно равняется пяти. В песне встречаются и другие подобные несоответствия, например, «январь с апрельским ливнем». Последнее, возможно, связано также с опасениями Тома Йорка по поводу изменения климата.
Второе название «The Lukewarm» (с англ. — «Равнодушный»), по словам Йорка, выбрано под влиянием произведений Данте Алигьери.
Некоторые строки песни, например, «All hail to the thief, but I’m not» часто связывают с неоднозначной победой Джорджа Буша на выборах президента США в 2000 году. Сами музыканты опровергают подобные догадки.

## Список композиций
| №  | Название                              | Длительность |
| -- | ------------------------------------- | ------------ |
| 1. | «2 + 2 = 5»                           | 3:21         |
| 2. | «Remyxomatosis (Christian Vogel RMX)» | 5:07         |
| 3. | «There There (first demo)»            | 7:43         |

| №  | Название                       | Длительность |
| -- | ------------------------------ | ------------ |
| 1. | «2 + 2 = 5»                    | 3:21         |
| 2. | «Skttrbrain (Four Tet remix)»  | 4:26         |
| 3. | «I Will» (Los Angeles version) | 2:14         |

| №  | Название                                              | Длительность |
| -- | ----------------------------------------------------- | ------------ |
| 1. | «2 + 2 = 5»                                           | 3:21         |
| 2. | «Sit Down Stand Up (Ed Holdsworth's video)»           |              |
| 3. | «The Most Gigantic Lying Mouth of All Time (excerpt)» |              |

## Участники записи
Radiohead
- Том Йорк
- Джонни Гринвуд
- Эд О’Брайен
- Колин Гринвуд
- Фил Селуэй

Дополнительный персонал
- Найджел Годрич — продюсирование
- Даррел Торп — инжиниринг
- Стэнли Донвуд — иллюстрирование